# Islandesi

Distribuzione degli islandesi nel mondo

Gli Islandesi (in islandese: Íslendingar) sono il gruppo nazionale ed etnico dell'Islanda discendenti dei primi colonizzatori provenienti dalla Scandinavia, ed in seguito da coloni provenienti dalla Scozia e dall'Irlanda.

## Lingua
La lingua parlata dagli islandesi è l'islandese, lingua appartenente al gruppo delle lingue germaniche.

## Origine
A causa dell'estremo isolamento del paese, l'immigrazione nell'isola è stata molto ridotta e gli influssi genetici provenienti da altre zone è stato limitato creando una popolazione omogenea dal punto di vista genetico, sebbene gli studi genomici sul DNA mitocondriale, sui gruppi sanguigni e sugli isoenzimi abbiano rilevato una certa variabilità genetica comparabile quasi con quella degli altri paesi europei.